# Eucereon luteipectus
Eucereon luteipectus är en fjärilsart som beskrevs av Embrik Strand 1920. Eucereon luteipectus ingår i släktet Eucereon och familjen björnspinnare. Inga underarter finns listade i Catalogue of Life.